# دهه ۱۲۵۰ (خورشیدی)
۱۲۵۰ هزار و دویست و پنجاهمین سال هجری خورشیدی سالی عادی است.